# はるかぜどりに、とまりぎを。 2nd Story 〜月の扉と海の欠片〜
『はるかぜどりに、とまりぎを。 2nd Story 〜月の扉と海の欠片〜』（はるかぜどりに とまりぎを セカンドストーリー つきのとびらとうみのかけら）は2010年1月29日にSkyFishより発売された日本の18禁恋愛アドベンチャーゲーム。略称ははるとま2。

## 概要
SkyFishの第7弾作品。『はるかぜどりに、とまりぎを。』（以下、前作）の続編で、時系列的には前作の前日談にあたる。2009年9月19日発売のTECH GIANの11月号にて制作が告知された。また、本作の制作告知に前後してSkyFishのWEBサイトにて前作を基に新たにシナリオが書き下ろされたノベルスタイルのアドベンチャーゲーム『はるかぜどりに、とまりぎを。〜二人の想い〜』が4話配信された。
予約特典として本作のテーマソングである「君のいる場所へ」と前作のテーマソングの「SEVEN COLORS」の2曲が収録された『はるとま1+2 〜ソングコレクション〜』を本作がSkyFishの第7作目であることを記念して先着7000人に配布され、さらにWキャンペーン実施中の店舗では予約時に特製スリムポスターも配布された。初回版には『はるかぜどりに、とまりぎを。〜二人の想い〜』のSkyFishのWEBサイトで配信された4話に加え、新たに書き下ろされた4話を完全収録した「はるかぜどりに、とまりぎを。〜二人の想い〜 完全版」が配布された。

## ストーリー
温暖化の影響による海面上昇は予測されていた以上の速さで大地を呑みこみ、人々の想い出を刻んだ街は海の欠片となり青い海へと還っていった。時を同じくしてサトリ病という自分の死期を悟ることのできる原因不明の病が流行し、人類の約半数が月の扉の向こう側へと旅立っていった。大切なものが失われていく、そんな時代。
白鳥亘はバイクで走行中に事故に遭いかつぎこまれた病院で、入退院のエキスパートを自称する織姫星と出会う。同じ学園の同学年だったこともあり意気投合し、やがて二人は恋に落ちる。そして…その先に待ち受けている悲しい運命。
しかし想いは消えることなく、希望をつなぎ新しい物語へと受け継がれていく。幼なじみで特別な関係の川越小枝子、従妹で妹のような存在の沖奈小雪、なにかと世話をやいてくれる八香月千鶴、亘と同様に大切なものを失い心に傷を負った花咲卯里。約束された終わりの時に、亘が求めるのは誰なのだろうか。

## 登場人物
白鳥 亘 （しらとり わたる）
声：生類憐
身長：175cm
体重：69kg
誕生日：3月20日
血液型：AB型
本編の主人公。基本的には気さくでノリの良い性格であるが、両親の離婚や級友の死などに直面したために大人びていて他人との関りを避けているようなところがある。手にした電子機器はなぜか1ヶ月以内に故障する。鈴音という病弱で療養のために田舎で離れて暮している一つ年下の妹を溺愛している。当初は上陵学園に通っていたが、傷心後に祖父の金次郎の仕事を手伝っていた際に祖父の手回しで碧葉第二学園に転校することになる。前作の主人公である沖奈真語の父親。
織姫 星 （おりひめ あかり）
声：雪村とあ
身長：156cm
体重：42kg
体格：B77/W53/H79
誕生日：2月12日
血液型：O型
亘が事故で担ぎこまれた病院で知り合った少女で、亘と同じ上陵学園に通っている。幼い頃から体が弱く入退院を繰り返していたために、自身の病室を持ち込みの品々で埋め尽くすなど入退院のエキスパートを自称する。マイペースで少し天然の気もあるが、純粋で誰にでも優しく接する性格をしている。入院中で一人ぼっちだった所に亘と出会い、二人で映画を見たり話し合ったりしているうちにお互いに惹かれていくが…。
川越 小枝子 （かわこし さえこ）
声：藤森ゆき奈
身長：158cm
体重：45kg
体格：B82/W58/H83
誕生日：6月22日
血液型：B型
亘の幼なじみで、上陵学園に通っている。勉強も運動も完璧な超人的なお嬢様で、周囲からは小枝子様と呼ばれている。幼い頃に母親が交通事故で亡くなった際に亘とずっと傍にいるという約束を交わしており、それ以来二人で背中を寄せ合い存在を確かめ合う恋人未満でありながら恋人以上の関係となった。父親は亘が事故で担ぎこまれた病院の病院長を勤めており、そこの看護師をしている亘の母親とは不倫の関係にあった。前作の主人公である沖奈真語の母親。
沖奈 小雪 （おきな こるん）
声：青葉りんご
身長：145cm
体重：39kg
体格：B76/W57/H79
誕生日：2月7日
血液型：O型
亘と同じ年の従妹で、亘が小枝子と出会う前まではよく一緒に遊んでいたために亘のことをお兄ぃ君と呼ぶなど慕っている。碧葉第二学園に通っている。家事も勉強もそれなりにこなせるが、ここ一番に弱く十分に実力が発揮できないでいる。
八香月 千鶴 （はちかづき ちづる）
声：水純なな歩
身長：168cm
体重：53kg
体格：B92/W62/H91
誕生日：5月15日
血液型：A型
小雪と親友で、碧葉第二学園に通う小雪の同級生。天然だが優しく世話焼きで年上のような包容力のある性格であるが、家事の腕に関しては絶望的。千早の孫で、八香月神社の巫女を継ぐべく修行に励んでいるが、これに関しても苦戦している。
花咲 卯里 （はなさき うり）
声：東かりん
身長：163cm
体重：47kg
体格：B84/W57/H83
誕生日：12月26日
血液型：AB型
碧葉第二学園に通う小雪や千鶴と同級生の少女。双子の姉の天音の死後、近づく者は不幸になると噂され、そのために周囲とは距離をおいているが、本当は家庭的で心優しい女の子。ポチ（ポチョムキン）という雌のフレンチ・ブルドッグを飼っている。
沖奈 金次郎 （おきな きんじろう）
声：胸肩腎
身長：180cm
体重：85kg
誕生日：1月2日
血液型：A型
亘と小雪の祖父。沖奈サルベージという会社を営んでおり、水上艇で日本中を飛び回っている。様々な博士号や免許を持っているとしているが、本当かどうかは不明。
福茶 文兼 （ふくさ ふみかね）
声：狛乃ハルコ
身長：173cm
体重：63kg
誕生日：6月29日
血液型：O型
碧葉第二学園における亘のクラスメイト。貧乳好きの男。以前、巨乳の女の子で酷い目に遭ったらしい。
八香月 千早 （はちかづき ちはや）
声：草柳順子
身長：小さい
体重：軽い
亘や小雪が下宿することになる家の大家で、千鶴の祖母。八香月神社の巫女で、若い頃は江東区の虎と呼ばれ恐れられた。金次郎よりも年上で、60代後半になるが幼く見える。
山治 知花 （やまじ ともか）
声：鈴音華月
身長：160cm
体重：51kg
体格：B92/W60/H87
亘がバイクの事故で担ぎこまれた病院の看護師。その言動は厳しく、亘には白衣の堕天使と称された。
芝木屋 涼芽 （しばきや すずめ）
声：鳥井紅子
身長：169cm
体重：53kg
体格：B85/W61/H88
亘が転校した碧葉第二学園の担任教師で常にキレ気味。悪い人ではないが、良い人とも言い難い性格の持ち主。
桜 （さくら）
声：中家志穂
前作のヒロインである桃谷春音に似た女の子。桜の精霊を自称し、亘の夢の中に現れ叱咤激励をしてくれる。
ポチ （ポチョムキン）
声：愛原瑞生
卯里の愛犬の雌のフレンチ・ブルドッグ。亘を天敵としており、事ある毎に亘の手を噛む。作中で子犬を生み、現在は4児の母。

## 音楽
オープニングテーマ
君のいる場所へ
- 歌：みとせのりこ
- 作編曲：MANYO
- 作詞：marie

イマ･エンターテイメントより2010年12月24日発売された美少女ゲームの主題歌を集めたコンピレーションアルバムである『GWAVE2010 1st Grace』に「君のいる場所へ」が収録されている。

## スタッフ
- 企画・原案・監督：ひろもりさかな
- 原画・キャラクターデザイン：蔓木鋼音、唐辛子ひでゆ[5]、ひなた睦月[6]、ゆき恵、コバぴょん
- シナリオ：弘森魚、御厨みくり、巳無月、素浪人
- 音楽：MANYO（Littlewing）